# Немира-Садовська Катерина Сергіївна
Немира-Садовська Катерина Сергіївна (нар. 15 червня 1952, Сокільники, Львівська область) — українська художниця, скульпторка, письменниця, культурна діячка. Членкиня Національної спілки художників України (1986).

## Життєпис
Катерина Немира народилася 15 червня 1952 року в селі Сокільники Львівської області, зараз проживає в смт Новий Яричів. Батько Катерини походив з неграмотних селян, а дідусь по маминій лінії був радником Івана Огієнка.
Мисткиня закінчила Львівський інститут прикладного та декоративного мистецтва у 1975 році (викл. І. Скобало, З. Флінта). Працювала на Львівській кераміко-скульптурній фабриці в художній майстерні і паралельно в тодішньому Палаці піонерів вела студію образотворчого мистецтва.
Почала педагогічну кар'єру у 1975 році — вдень працювала завідувачкою студії образотворчого мистецтва при Палаці піонерів (тепер Центр творчості), а ночами — на ЛКСФ у творчій майстерні. Власне, тоді почала виробляти свої програми, випрацьовувала методики.
Скульпторка, письменниця, педагогиня, авторка власної методи навчання дітей образотворчого мистецтва — це неповний список діяльності Катерини Немири. У своїй творчості використовує гончарну глину, шамот, фарфор, фаянс, скло, метал і камінь, поєднуючи кольорові глини, емалі, поливи.
У 1990-х роках мисткиня з чоловіком переїхала до США, осіли вони у Клівленді. З чоловіком Володимиром Немирою шістнадцять років жили в США, вели галерею і студію, організували і утримували школу українознавства, влаштували гастролі в США ансамблю П. Вірського, львівських театрів ім. М. Заньковецької і Л. Курбаса.
По поверненню в 2008 році в Україну, організувала художню студію для дітей смт Новий Яричів Львівської області (де тепер живе). Свій викладацький досвід вона вирішила зафіксувати в формі посібника з викладання образотворчого мистецтва для дітей.
Спільно з Володимиром здійснили проект «Схід-Захід: єднання», відвідали 22 міста. Побували у Бердянську, Енергодарі, Миколаєві, Запоріжжі, Маріуполі та інших містах.
Дочки — Садовська Мар'яна, Вероніка Немира та син — Олександр.

## Основні роботи

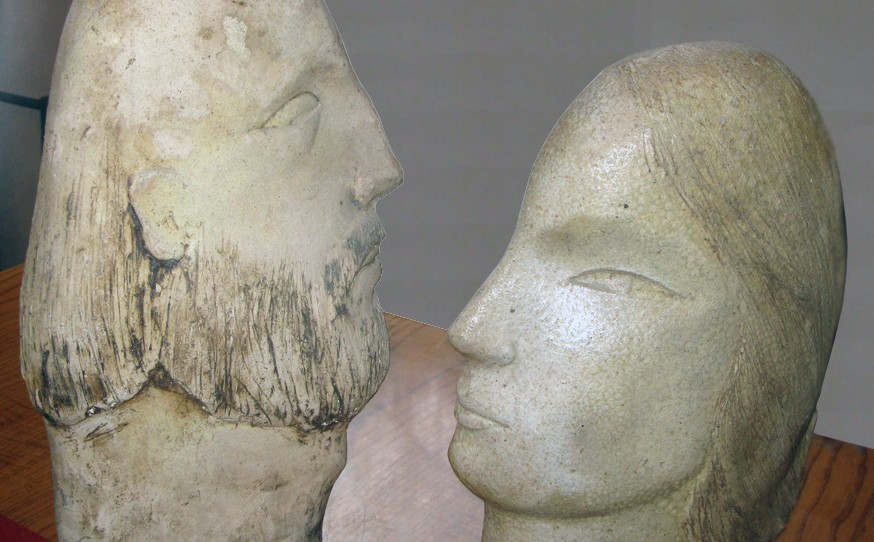
Робота Катерини Немири

- ваза «Мальви вечірні (Пам’яті В. Івасюка)» (1979);
- композиції – «Розмова про кохання», «Русалки», «Дівчина у блакитній хустці» (усі – 1983);
- «Сонячний день» (1984);
- «Тотем» (2005);
- «Кукіль» (2007);
- скульптури – «Любов» (1987), «Зрілість» (1988), «Поцілунок сонця» (2015), «Спокій» (2019);
- цикли керамічних тарелей – «Коляда», «З життя риб» (обидва – 2006–08)[1].

## Цікаві цитати
- ''В скульптуру прийшла через великі сумніви, спробу знайти математичну формулу відтворення образу, через нерозуміння термінів «Кругла скульптура, пластика...».''
- ''Дотепер маю відчуття, що нічого не вмію… І всього хотіла б навчитись.''
- ''Людина та щаслива, яка чує себе щасливою. Я маю відчуття щастя, і вдячна за це долі. Мені цікаво жити.''

## Виставки
- Виставка «Чуття образу» (Львів);
- «Всесвіт удвох» (Київ);

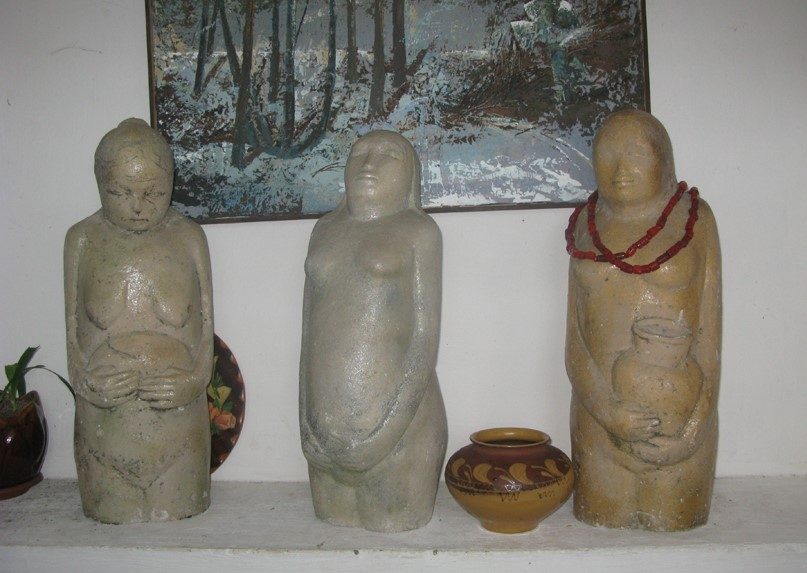
Скульптури Катерини Немири

- Галерея мистецтв ЧНУ ім. Петра Могили (Миколаїв);
- «40 ЛІТОПІСЛЯ» (Львів);
- «Коли являється любов…» 05.2024 (Львів)[2][3]

## Скульптури Катерини Немири

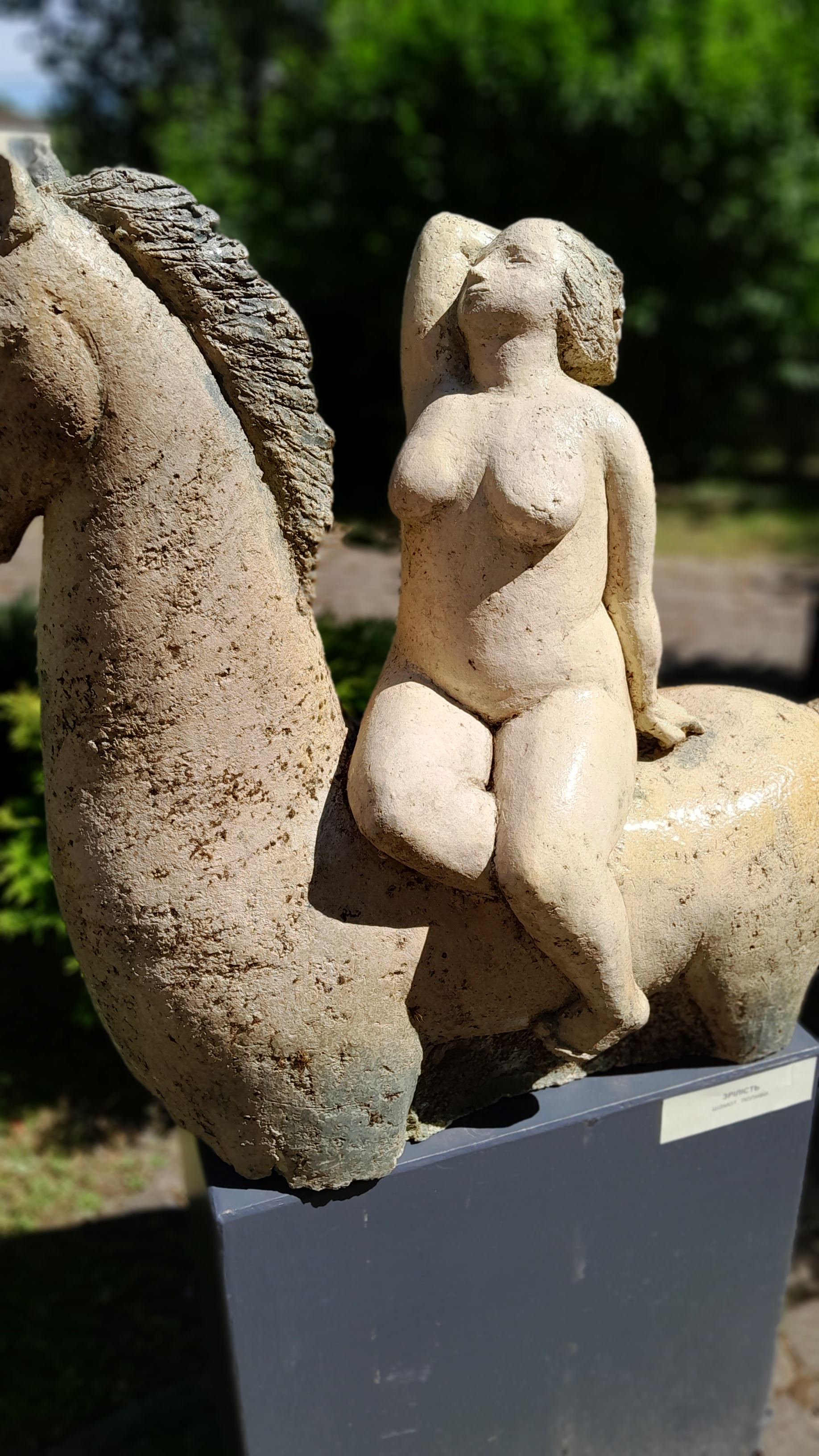
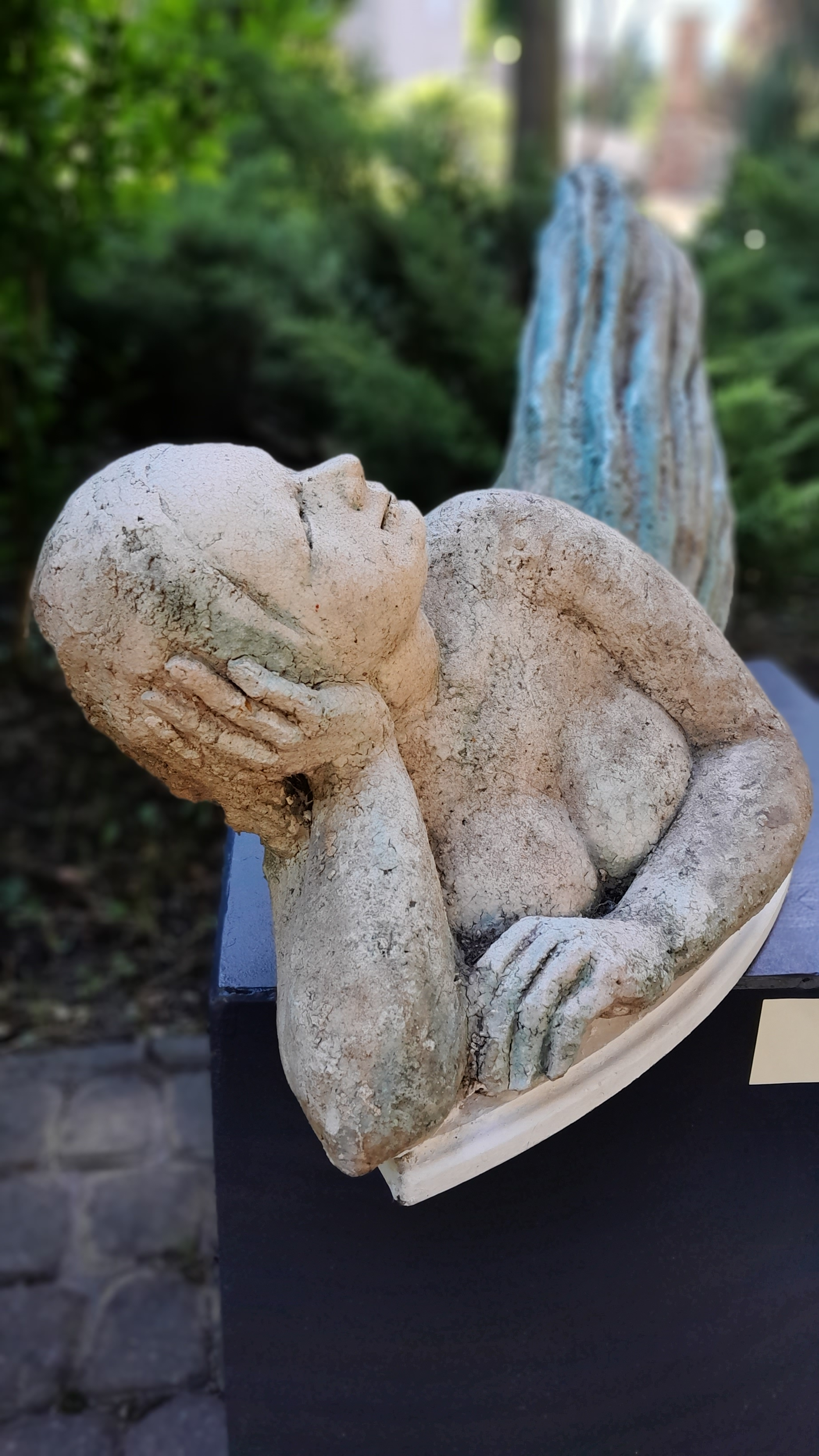
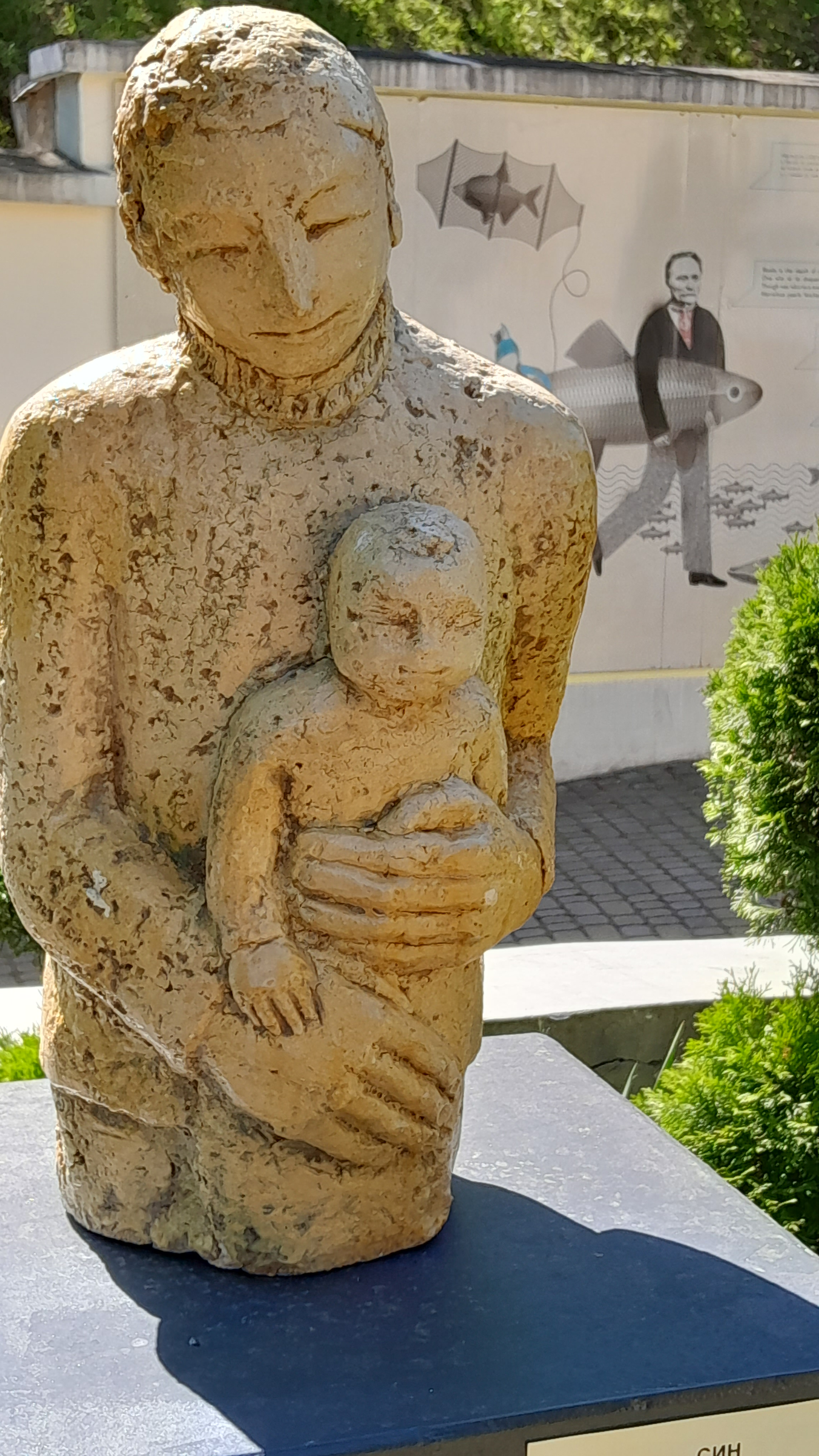
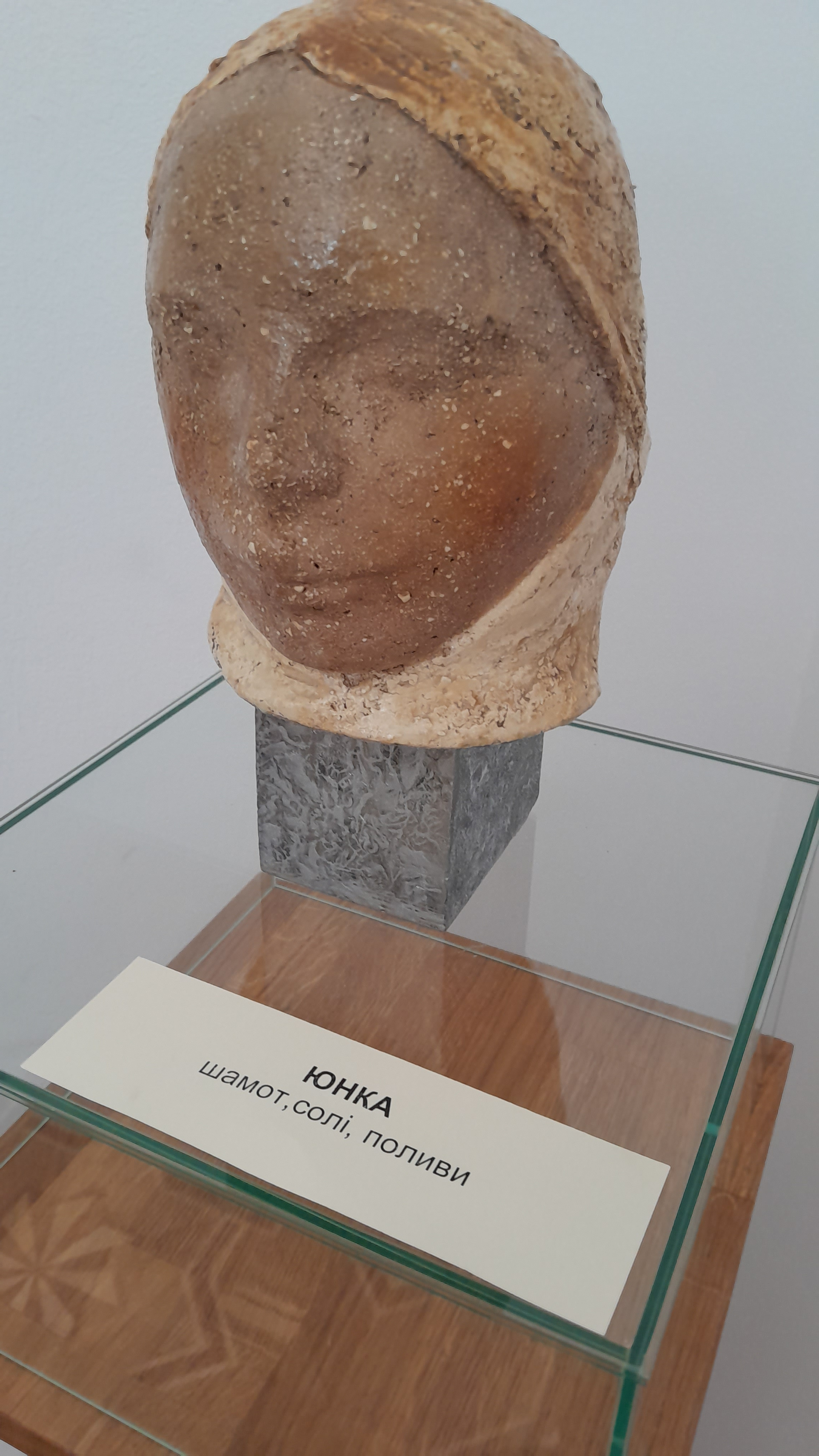
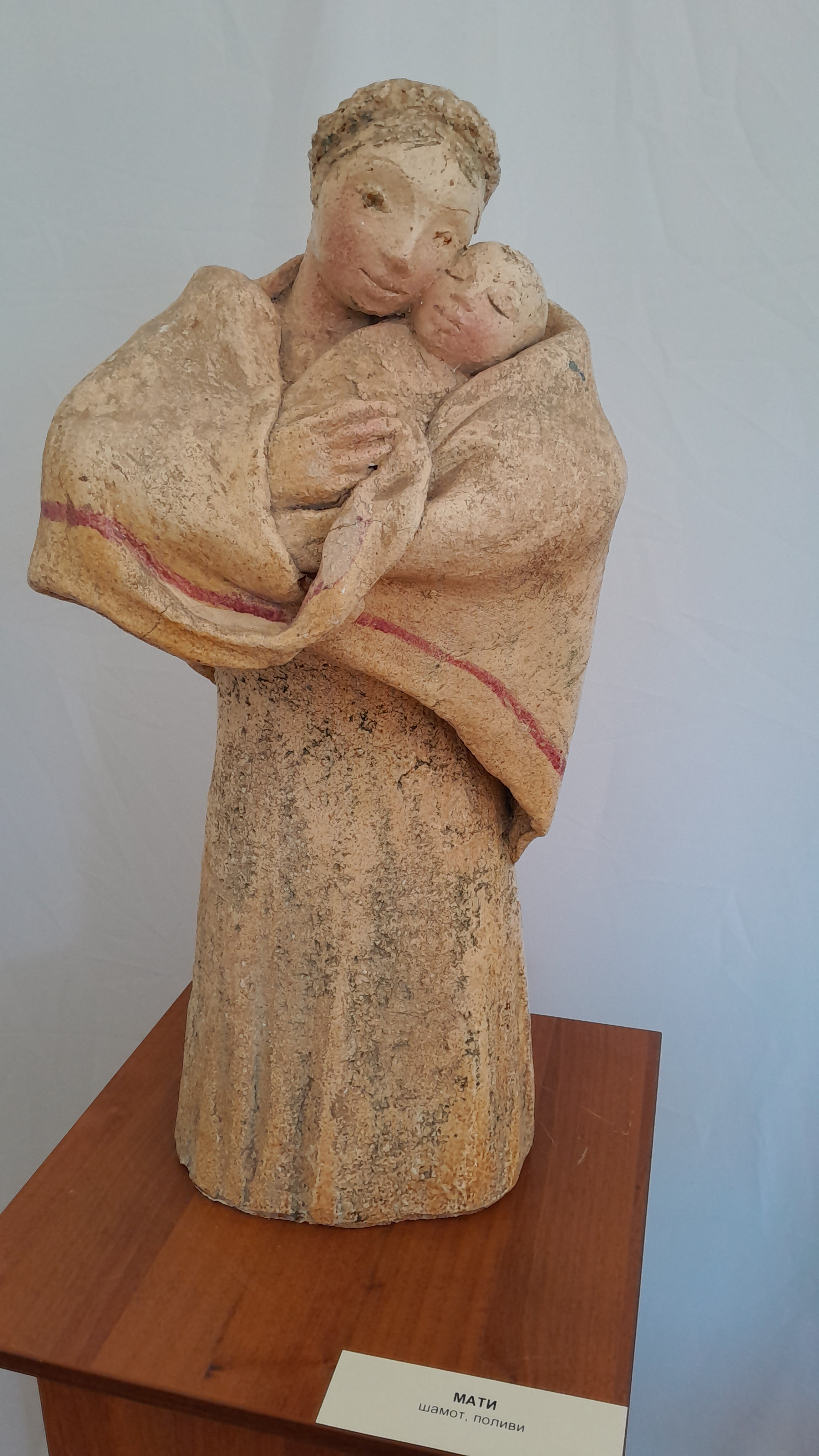

## Книги
- «Іногда» (2013);
- «Вітрила»;
- «Кольорові оповіді» (2014);
- «Миколчині сни»;
- «Кожна дитина — художник» (2018).